# Życie Gospodarcze
Życie Gospodarcze – polskie czasopismo o tematyce ekonomicznej wydawane w latach 1945–1998. ISSN 0137-7299
Redaktorem naczelnym pisma w latach 1957–1982 był Jan Główczyk.